# Mary Hart
Mary Hart (ur. 8 listopada 1950 w  Sioux Falls, w stanie Dakota Południowa) – amerykańska osobowość telewizyjna.

## Wyróżnienia
Posiada swoją gwiazdę na Hollywoodzkiej Alei Gwiazd.